# (4337) Arecibo
(4337) Arecibo ist ein Hauptgürtelasteroid, der am 14. April 1985 von US-amerikanischen Astronomen Edward L. G. Bowell vom Lowell-Observatorium aus entdeckt wurde.
Der Asteroid wurde nach dem Arecibo-Observatorium benannt. Das Arecibo-Observatorium betreibt an ihm Forschungen im Bereich Radioastronomie, Radarastronomie und Ionosphäre.